# 이위일체론
이위일체론(Binitarianism)은 기독론에서 래리 허타도가 예수 탄생 이후에 예수를 숭배하고 경배하게 된 역사를 추적해 나가는 과정에서 만든 신학용어이다.  이 용어의 목적은 단일신론과 삼위일체론의 중간 단계인 성부와 성자가 한 몸이며, 두 개의 위격을 나타낸다.  이것은 성령하나님이 등장하기 전에 이미, 예수를 하나님과 동일시여겨 예배의 대상으로 여긴 것을 의미하며, 많은 자유신학자들이 예수의 신성을 부인하는 것과 정반대의 입장에서 예수가 하나님으로 숭배된 것은 역사적 사실임을 증명하는 데 많은 공헌을 하였다.

## 같이 보기
- 신의 개념들
- 제1차 콘스탄티노폴리스 공의회
- 하나님의 명칭
- 반삼위일체론
- 삼위일체